# 青岛沧口机场
青岛沧口机场是中国山东省青岛市已经停用的一座军用机场，是青岛最早的民航机场、山东省内第二座机场。机场始建于1932年，为中国航空之航线而开辟，后经由日本海军占领扩建、美国海军改建，在1949年解放军接管后改为军用机场，1950年由解放军海军扩建。1958年设立民航青岛站，改为军民两用，1961年9月停航。1963年起开设济南中转的货运服务。1982年7月，民航青岛站迁移至流亭机场，机场再度改为军用机场。2023年9月18日，青岛市自然资源和规划局局长吕恒良在接受媒体采访时称机场即将关停拆迁。

## 设施沿革
青岛航空史早期曾有若干处临时机场及军用机场。1913年7月9日德国飞行员弗朗茨·奥斯特在跑马场（今汇泉广场）第一次驾机飞行。奥斯特曾建议在李村河下游开辟新机场，其位置与后来的沧口机场基本吻合。1914年日德青岛战役期间德军仍使用汇泉跑马场，日军则在狗塔埠（今城阳区红埠）的白沙河河滩上设立临时机场。1928年日军入侵山东期间，曾在沧口宝来纱厂东南麦田中设立临时军用机场，此外还有1932年启用的团岛水上飞机场。
1931年，中国航空公司副董事长兼副总经理波安德与青岛市长沈鸿烈商议在“上海—北平”航线中添设青岛站。1932年10月6日，市府财政局长郭秉和呈报选址勘察结果，择定择定沧口大马路（今四流中路南段）以东李村河北3230亩士地用作机场。在当时，这块土地的西段66亩为日资山东农业株式会社承租、租期已满但租户尚未注销租约；另有2570余亩士地，亦为同一企业所租，租约将于1934年12月期满。1932年11月9日，市政府以2500元补偿日方以收回土地。1932年8月18日，交通部长黄绍竑派技工周铁鸣协助建设机场，周铁鸣指建设费用应当由青岛市政府承担，等到中国航空入驻后再租用。10月29日，黄绍竑回函表示交通部愿意承担收回土地的费用。
1938年1月，日军占领沧口机场，期间机场三次圈占村庄、农田进行了大面积扩建。1941年6月9日，日本海军青岛方面特别根据地队司令官函告其扶植的青岛市长姚作宾，圈占农田计430亩，又于1942年12月30日圈占农田150亩，再于1943年6月圈占335亩土地。三次圈地前后拆除达翁村、大兴村、东南山村等村庄及明真观道观，划入机场内的民房3千余间，4000余人流离失所。1943年7月13日及1944年7月7日、当地居民要求赔偿地价和发放迁移费、最终由日本海军拨款、日占青岛市府出面赔偿，但多有拖欠，致使居民于1946年2月12日向国民政府青岛市长李先良上书，但一直到解放军攻占青岛都未尝有赔付。
1945年11月、美国海军入驻青岛，修复了市区至机场的10英里道路。1946年1月，美国海军第96海军工程营受命重建和扩建青岛沧口机场，以供美国海军陆战队、美国海军以及中国空军使用，当时将两条3,800英尺（1,200米）的跑道修为5,000英尺（1,500米）和6,000英尺（1,800米）的跑道。为延长跑道，移除了350,000立方碼（270,000立方）的风化花岗岩，并修筑了排水系统。

## 航空历史
1933年1月，沧口机场投入运营。1月11日，中国航空开始在此运营沪平航线、设上海、南京、海州、青岛、天津及北平站点，此乃青岛第一条民用航空运输线。1931年九一八事变后，满洲航空开辟沈阳-青岛航线。1934年8月间，中国航空开设“上海—青岛”暑期航线。1937年芦沟桥事变后、沪平航线停飞。1938年1月，日军第二次入侵青岛。1938年1月18日，日本海军陆战队占领沧口机场，并征收做为军用。沧口机场为日本海军所占用。大日本航空在此设立“北平—青岛—京城—福冈—东京”航线。1941年8月，大日本航空所经营之航线转交予汪精卫政权的中华航空。
1945年8月，抗战胜利后国民政府接管青岛，中国航空、中央航空以及民航空運隊均在此运营，通航城市有北平、上海、南京、天津、济南、徐州等地。1947年3月，国军空军设立空运科，开办“沈阳-青岛”民航线路，并出售客票。1947年10月，蒋介石两次来青岛，均起降于沧口机场。1949年初，因国军败退，中国航空和中央航空至青岛航线业已停航。1949年2月，为解救国军困境，中国航空奉命前往沧口机场，以向太原空投军粮和武器弹药，直至4月22日太原被中共占领。
1949年6月2日，解放军占领青岛，接管沧口飞机场，将其转为军用机场。1958年，在沧口机场设立中国民用航空青岛站，机场变更为军民合用机场。7月设立民航青岛站，8月16日首航“北京—济南—青岛”路线。1961年9月，客货不足，并响应战备需要，故而停航，但保留陆空联运业务。1963年，开设经济南中转的国际货运业务。1982年7月27日，恢复民航业务，改用海军流亭机场。1985年11月，流亭机场扩建，1986年竣工，此后民航青岛站改至流亭机场，沧口机场恢复军用。

## 重大事故
1939年1月3日，日本福田航空邮政飞机甲谷号起飞发生故障，迫降焚毁达翁村民房，死1人，伤6人，财产损失5100余元。
1946年1月5日，中国航空121号班机因大雾无法在沧口机场降落，在寻找附近农田迫降时撞山失事，机上42人无一幸存。
1946年12月10日，机场内一处弹药库爆炸，爆炸冲击范围达500米，一名美军官兵受重伤，两架飞机被炸毁。
1948年9月29日，一架美军飞机掠过沧口褚家西流庄，撞倒村民由成松的三间房屋，砸死其妻女。

## 关停拆迁
长期以来，青岛市人民政府一直推动沧口机场的搬迁工作；市北区和李沧区已制定计划，指出一旦沧口机场如期搬迁，将启动洛阳路至娄山后区域旧村改造工作。青岛地铁8号线的建设受到沧口机场存在的影响，进度较慢。2023年9月18日，青岛市自然资源和规划局局长吕恒良在《行风在线》节目中表示，沧口机场的搬迁工作即将启动，此前停放在沧口机场的航空器已于9月16日全部转场至即墨。